# Careca (ur. 1960)
Careca, właśc. Antonio de Oliveira Filho (ur. 5 października 1960 w Araraquarze) – brazylijski piłkarz grający podczas kariery na pozycji napastnika.
Careca zaczynał karierę w klubie Guarani FC w 1976. Z jego dobrym przyspieszeniem i świetnym wykończeniem akcji, stał się jednym z najlepszych brazylijskich graczy młodego pokolenia. W 1983 podpisał kontrakt z São Paulo FC po tym, jak wyleczył kontuzję, która uniemożliwiła mu wyjazd na Mistrzostwa Świata w Hiszpanii w 1982.
Wystąpił za to na Mundialu 1986, jednak reprezentacja Brazylii odpadła w ćwierćfinale z Francją. Careca w całym turnieju zdobył 5 bramek, co dało mu drugie miejsce w klasyfikacji strzelców za Garym Linekerem. Także w 1986 roku Careca poprowadził São Paulo FC do mistrzostwa Brazylii wygrywając w finale z jego poprzednim klubem Guarani.
W lecie 1987 Careca przeszedł do ówczesnego mistrza Serie A, SSC Napoli, gdzie został partnerem klubowym Diega Maradony. Pierwszy sezon Careki w Napoli nie był zbyt udany, pomimo jego 13 goli: drużyna odpadła w pierwszej rundzie Pucharu Mistrzów przegrywając z Realem Madryt. SSC Napoli nie zdobyło także mistrzostwa Włoch. Natomiast jego drugi sezon był o wiele lepszy. Drużyna Napoli zdobyła Puchar UEFA dzięki bramce Careki w finale. Napoli zajęło także drugie miejsce w Serie A. W 1990 Careca wreszcie zdobył Scudetto z Napoli. Careca spędził kolejne 3 lata w Napoli. Po dyskwalifikacji Maradony jego partnerem w ataku został Gianfranco Zola. Jednak Napoli nie osiągnęło już sukcesów.
W 1993 Careca opuścił Serie A i odszedł do nowo powstałej japońskiej J-League, do drużyny Kashiwa Reysol. Careca spędził w Japonii cztery lata. W 1997 roku powrócił do Brazylii i podpisał kontrakt z Santos FC, gdzie grał do końca sezonu, następnie odszedł do niższej ligi do São José (RS), gdzie zakończył karierę w 1999 roku. Wznowił karierę w 2005 roku i w wieku 45 lat występował w angielskim klubie Garforth Town A.F.C.
Careca rozegrał 60 meczów w reprezentacji Brazylii i strzelił 29 bramek.